# Przemysław Smulski
Przemysław Jan Smulski (ur. 26 lutego 1959 w Poznaniu) – polski samorządowiec, prawnik i urzędnik, w latach 1999–2002 wiceprezydent Poznania, w latach 2005–2006 członek zarządu województwa wielkopolskiego.

## Życiorys
Pochodzi z Grodziska Wielkopolskiego. Absolwent I Liceum Ogólnokształcącego im. Karola Marcinkowskiego w Poznaniu. Ukończył studia na Wydziale Prawa i Administracji Uniwersytetu im. Adama Mickiewicza, uzyskał uprawnienia radcy prawnego. Pracował w kancelariach w Grodzisku Wielkopolskim, w 2002 rozpoczął prowadzenie własnej kancelarii radcowskiej w Poznaniu. Od 1990 do 1996 był pierwszym kierownikiem Urzędu Rejonowego w Grodzisku Wielkopolskim.
Został działaczem Akcji Wyborczej Solidarność, później związał się z Prawem i Sprawiedliwością. W 1998 wybrano go do rady powiatu grodziskiego. W latach 1999–2002 z rekomendacji AWS zajmował stanowisko wiceprezydenta Poznania, odpowiedzialnego za mienie komunalne. W 2002 kandydował do sejmiku wielkopolskiego z listy PO–PiS, mandat uzyskał w 2005 w miejsce Wojciecha Ziemniaka. 10 października 2005 został powołany na stanowisko członka zarządu województwa po zmianie koalicji rządzącej. Zakończył pełnienie funkcji wraz z zarządem 11 grudnia 2006. W tym samym roku uzyskał reelekcję do sejmiku z listy PiS, objął funkcję szefa komisji zdrowia. Działał również w organach nadzorczych spółek samorządowych i produkcyjnych. Został także dyrektorem projektu rozwoju regionalnych połączeń w ramach PKP oraz doradcą w Ministerstwie Transportu. W 2010 nie ubiegał się o ponowny wybór do sejmiku.
W marcu 2007 wyróżniony tytułem honorowego obywatela Grodziska Wielkopolskiego.